# René Risacher
René Marcel Risacher (* 4. Juni 1895 in Paris; † 7. Oktober 1988 in Saint-Germain-en-Laye, Frankreich) war ein französischer Dokumentarfilmproduzent und -regisseur.

## Leben und Wirken
Über Risachers Herkunft und frühen Jahre ist nur wenig bekannt, selbst französische Quellen erwähnen ihn bis zum Zweiten Weltkrieg kaum. Der gebürtige Pariser erhielt eine kaufmännische Ausbildung und gründete kurz nach dem Ende des Ersten Weltkriegs, 1919, seine eigene Werbeagentur, die Risacher Publicité. 1926 erweiterte Risacher sein Arbeitsfeld und stellte mit seiner Firma auch Werbefilme her.
Inmitten des Zweiten Weltkriegs wechselte Risacher zur Filmherstellung und produzierte mit seiner eigenen Firma, Les films René Risacher, vor allem nach der Befreiung von deutscher Besatzung 1945 zumeist kurze Dokumentar- und Zeichentrickfilme. Einer von ihnen, der vom französischen Verteidigungsministerium gesponserte, abendfüllende Film Crèvecœur, der die Geschichte eines französischen Kriegsfreiwilligen nacherzählt, der sich unter dem Dach der UNO zum Einsatz im Koreakrieg meldet, wurde 1956 sogar für den Oscar in der Rubrik Bester Dokumentarfilm nominiert. Trotz dieses großen Achtungserfolges stellte Risacher noch im selben Jahr die Filmherstellung komplett ein.

## Filmografie
Als Produzent von kurzen Dokumentarfilmen, wenn nicht anders angegeben:
- 1943: Cap’taine Sabord appareille
- 1945: Cricri, Ludo et le soleil
- 1946: Les enfants du ciel (auch Regie)
- 1946: Cricri, Ludo et l’orage
- 1948: Le sommeil des hommes
- 1948: Jacky, Jacotte et les sortilèges
- 1955: Crèvecœur (abendfüllender Dokumentarfilm)
- 1955: Les peintres du jeudi